# Raining Stones
Raining Stones är en brittisk dramakomedi från 1993 i regi av Ken Loach.

## Utmärkelser
Filmen vann Prix du Jury vid filmfestivalen i Cannes 1993.

## Rollista i urval
- Bruce Jones - Bob
- Julie Brown - Anne
- Gemma Phoenix - Coleen
- Ricky Tomlinson - Tommy
- Tom Hickey - fader Barry
- Jonathan Lenzini - Tansey
- Mike Fallon - Jimmy